# Guillaume de Challant
Guillaume de Challant, né vers 1350 mort après le 12 mars 1431, ecclésiastique valdôtain, évêque de Lausanne (1406-1431), sous le nom Guillaume IV.

## Biographie

### Origines
La date de naissance de Guillaume de Challant n'est pas connue en l'état actuel de la recherche. Il est mentionné pour la première fois dans un document daté de l'année 1390.
Il est le troisième fils Aymon II de Challant, seigneur d'Ussel et de Fénis, en Vallée d'Aoste, et de Catherine Provana de Leyni (it),. Vallery-Radot (2016) indique « Florine Provana de Leyni de la branche de Fénis et Aymavilles ».
Il a pour frère Antoine, futur cardinal,, et de Boniface, futur maréchal de Savoie.

### Carrière ecclésiastique
Guillaume de Challant effectue une brillante carrière ecclésiastique,. Il entre dans les ordres. Il obtient un doctorat en théologie de droit. 
Il devient abbé de Saint-Juste de Suse. 
Il est abbé commendataire[réf. nécessaire] de l'abbaye Saint-Michel-de-la-Cluse de 1391 à 1408, avant de renoncer à ce bénéfice en faveur de son frère Antoine de Challant. Bruno Galland et Vallery-Radot indiquent que c'est l'inevrse, faisant succéder Guillaume à Antoine,. En 1398, il accompagne le comte de Savoie à Paris.
L'historienne Vallery-Radot indique qu'il devient, en 1404, administrateur de Tarentaise, le confondant avec son frère. Il succède à ce dernier à la charge de chancelier de Savoie du comte Amédée VIII,, du 30 juin 1404 à 1406,. 

### Au cours du Grands Schisme
L'antipape Benoit XIII le nomme évêque de Lausanne, lors du consistoire du 13 août 1406,. Galland précise que si son frère semble jouer un rôle dans cette nomination, il s'agit aussi pour l'antipape de garder une certaine bienveillance de la part du comte de Savoie.  
Il prend possession de son siège le 10 octobre suivant et devient de ce fait Prince du Saint-Empire, comte de Vaud et seigneur d'Avenches, Lausanne, Lavaux, Bulle, Lucens, Curtilles et Villarzel. Il est l'envoyé du comte de Savoie en Piémont et au Montferrat pour traiter avec les souverains de ces domaines en 1406 et 1407. 
Benoît XIII réunit un concile à Perpignan, en 1409. Il est l'un des trois seuls Savoyards participants avec son frère, le cardinal Antoine de Challant, et le procureur de l'abbé d'Ambronay, Jean de la Palud. Quelques mois plus tard, son frère abandonne Benoît XIII pour rejoindre le collège cardinalice, participant ainsi aux élections d'Alexandre V, de Jean XXIII et de Martin V.
L'antipape Jean XXIII le transfert successivement, le 30 juin 1414, sur le siège de Narbonne (Occitanie), puis sur celui de Thérouanne (Picardie), le 3 janvier 1415. En raison des contestations locales, il ne prend pas possession de ces sièges. Il retourne sur le siège de Lausanne, le 20 décembre 1417.
Bien qu'absent des listes, entre octobre 1415 et en février 1416, le nom de Guillaume de Challant est attesté par Guillaume Fillastre lors du concile de Constance. Dans la mesure où il semble présent lors de la fuite de Jean XXIII, l'historienne Vallery-Radot place son arrivée entre février et mars 1415. Il reconnaît l'élection du nouveau pape Martin V.

### Évêque actif
En raison de l'érection du comté de Savoie e duché, en 1416, il prend le titre de comte de Lausanne.
Il arbitre le conflit entre le duc de Savoie et l'archevêque de Besançon au sujet de la seigneurie de Cossonay en 1421 et termine la construction du palais épiscopal de Lausanne dit château de Sainte-Maire. Nommé plénipotentiaire du duc de Savoie par lettre patente du 14 mai 1424 pour régler le différend relatif au comté de Genève avec Jean III de Chalon-Arlay, Prince d'Orange après son union avec Marie d'Orange. Il intervient ensuite comme procureur lors de l'union entre Jeanne de Savoie et Jean-Jacques Paléologue le marquis de Montferrat. Il consacre l'église du prieuré de Ripaille le 10 décembre 1411 et fait une visite pastorale de son diocèse entre 1416 et 1417. Il est le fondateur de la chapelle des Innocents de la cathédrale de Lausanne. 
Guillaume de Challant fut un seigneur ecclésiastique très actif et généreux et il se montre soucieux des intérêts des bourgeois de Lausanne en leur accordant l'usage  d'un sceau communal et en encourageant la formation d'une communauté juive. 

### Testament et mort
Dans son testament du 12 mars 1431, il lègue à la chapelle des Innocents la somme de 1 000 florins, ses livres ainsi que les objets sacrés qu'il possédait. 
Guillaume de Challant meurt le 20 mai 1431,.

### Sources
- Martin Schmitt, Mémoire historique sur le diocèse de Lausanne, « Guillaume de Challant », p. 148-160.
- (it) Davide Shama,Genealogie delle famiglie nobili Italiane « Challant »